# Ilisia occoecata
Ilisia occoecata là một loài ruồi trong họ Limoniidae. Chúng phân bố ở miền Cổ bắc.